# Deriva de pesticidas
La deriva de pesticidas se refiere a la difusión no intencional de pesticidas y los posibles efectos negativos de la aplicación de pesticidas, incluida la contaminación fuera del objetivo debido a la deriva de la pulverización, así como a la escorrentía de las plantas o el suelo. Esto puede provocar daños en la salud humana, contaminación ambiental y daños a la propiedad.  

## Tipos
Con la aplicación (localizada) de pesticidas de amplio espectro, se debe minimizar la deriva del viento y se debe cuantificar y controlar la deriva de las boquillas hidráulicas. La deriva del viento también es un mecanismo eficiente para mover gotas de un rango de tamaño apropiado a sus objetivos en un área amplia con pulverización de volumen ultra bajo (ULV).
Himel (1974) hizo una distinción entre exo-deriva (la transferencia de la pulverización fuera del área objetivo) y endo-deriva, donde el ingrediente activo (AI) en las gotas cae en el área objetivo, pero no alcanza el objetivo biológico. La endo-dervia es volumétricamente más significativo y, por lo tanto, puede causar una mayor contaminación ecológica (por ejemplo, donde los pesticidas químicos contaminan el agua subterránea).
La exposición del espectador describe el evento en que las personas entran en contacto involuntariamente con pesticidas en el aire. Los espectadores incluyen trabajadores que trabajan en un área separada de la aplicación de pesticidas, personas que viven en las áreas circundantes de un área de aplicación o personas que pasan por los campos que están recibiendo el tratamiento con un pesticida.

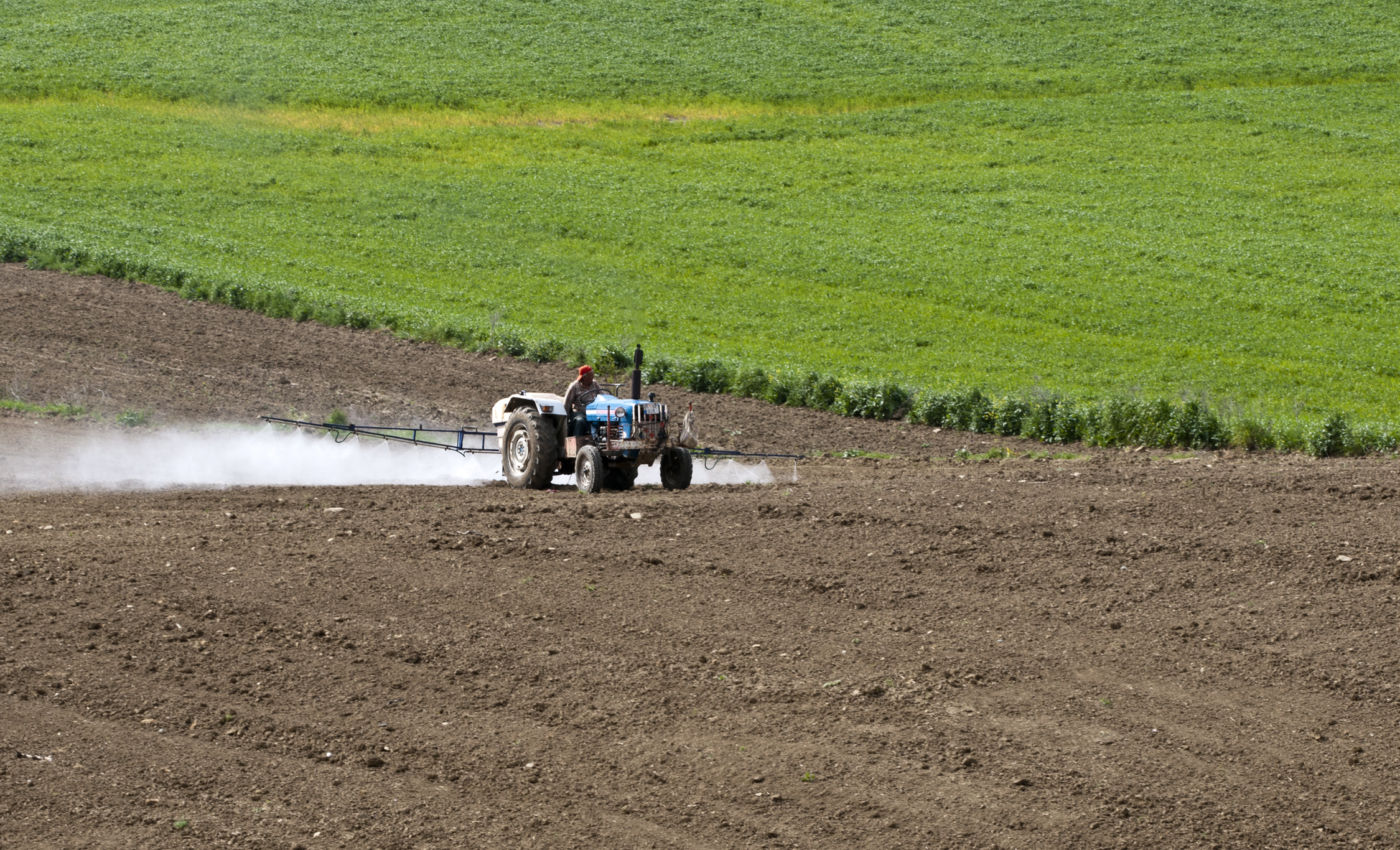
Aplicación de pesticidas

## Volatilización de herbicidas
La volatilización de herbicidas se refiere a la evaporación o sublimación de un herbicida volátil. El efecto de una sustancia química gaseosa se pierde en el lugar de aplicación previsto y puede moverse a favor del viento y afectar a otras plantas que no están destinadas a ser afectadas, causando daños a los cultivos. Los herbicidas varían en su susceptibilidad a la volatilización. La pronta incorporación del herbicida al suelo puede reducir o prevenir la volatilización. El viento, la temperatura y la humedad también afectan la velocidad de volatilización, y la humedad la reduce. El 2,4-D y el dicamba son productos químicos de uso común que se sabe que están sujetos a volatilización, pero no son los únicos. La aplicación de herbicidas en otro momento de la temporada para proteger las plantas modificadas genéticamente resistentes a los herbicidas aumenta el riesgo de volatilización ya que la temperatura es más alta y la incorporación al suelo no es práctica.  

## Preocupación pública
Aunque ha habido mucha preocupación pública e investigación sobre la deriva de la pulverización, la contaminación de fuentes puntuales (por ejemplo, pesticidas que ingresan a los cuerpos de agua después del derrame de concentrado o enjuague) también puede causar un gran daño ambiental.
Los trabajadores agrícolas y las comunidades que rodean a las granjas grandes tienen un alto riesgo de entrar en contacto con pesticidas. El valle de San Joaquín en California ha visto numerosos casos de enfermedades como resultado de la exposición a pesticidas a través de la deriva de pesticidas. Organizaciones como la United Farm Workers Union han luchado para implementar una legislación que reduzca y responsabilice a los agricultores por la deriva de pesticidas. El Departamento de Regulación de Pesticidas de California estima que entre el 37 y el 68% de las enfermedades causadas por los pesticidas entre los trabajadores agrícolas de los Estados Unidos se deben a la deriva de los pesticidas.
Los insecticidas rociados en los campos de cultivo también pueden tener efectos perjudiciales en las formas de vida no humanas que son importantes para los ecosistemas circundantes, como las abejas y otros insectos.
De 1998 a 2006, la organización Environmental Health Perspectives encontró casi 3.000 casos de deriva de pesticidas, donde casi la mitad eran trabajadores en los campos tratados con pesticidas y el 14% de los casos eran niños menores de 15 años.